# ألاغوا غراندي
ألاغوا غراندي بلدية في ولاية بارايبا في المنطقة الشمالية الشرقية من البرازيل.